# ژورژی ده پایوا
ژورژی ده پایوا (پرتغالی: Jorge de Paiva; ۱۳ مهٔ ۱۸۸۷ – ۱۲ مهٔ ۱۹۳۷) شمشیرباز اهل پرتغال بود.
وی در مسابقات کشوری و بین‌المللی در مجموع برندهٔ ۱ مدال برنز شده‌است.